# クルアンビン
Khruangbin（/ˈkrʌŋbɪn/ クルアンビン；タイ語：เครื่องบิน、意味：‘飛行機’、発音：krʉ̂ʉang-bin）は、アメリカ・テキサス州ヒューストン出身の音楽トリオ。バンドはローラ・リー・オチョア（ベース、ボーカル）、マーク・スピアー（ギター、ボーカル）、ドナルド “DJ” ジョンソン（ドラム、キーボード、ボーカル）の３人により2010年に結成。
彼らはタイのロック、イランのポップ、ダブなど世界各地の音楽の影響を受けながら、アメリカのソウル、ロック、サイケデリックと融合させた独自のサウンドで知られている。
2024年には、グラミー賞の「最優秀新人賞」にノミネート。
『ニューヨーク・タイムズ』紙は彼らの音楽を「ジャンルという意味では非常に捉えどころがない（サイケデリック・ラウンジ・ダブ？ 砂漠のサーフロック？ 溶岩ランプの中で聞こえる音？）」と評された。基本的にインストゥルメンタル主体のこのバンドのサウンドは、ソウル、サーフロック、サイケデリック、ロック、ダブ、ファンクなどと形容され、あるウェブサイトでは「電子音楽」とも表現されている。中でも「タイ・ファンク」という呼び方が最も一般的ですが、メンバー自身はジャンルという枠に縛られることを公然と拒否し、特定のレッテルに当てはめられることを好まない。